# La Lạc Hồn
La Lạc Hồn (tiếng Trung: 羅洛渾, 1 tháng 4 năm 1623 – 11 tháng 9 năm 1646), còn được chép là Lạc Lạc Hoan (洛洛歡) là một hoàng thân của nhà Thanh trong lịch sử Trung Quốc, người thừa kế 1 trong 12 tước vị Thiết mạo tử vương.

## Cuộc đời
La Lạc Hồn sinh vào giờ Thìn, ngày 2 tháng 3 (âm lịch) năm Thiên Mệnh thứ 8 (1623), trong gia tộc Ái Tân Giác La. Ông là cháu nội của Lễ Liệt Thân vương Đại Thiện, là con trai thứ hai của Thành Thân vương Nhạc Thác. Mẹ ông là Kế Phúc tấn Nạp Lạt thị. Năm Sùng Đức thứ 3 (1638), phụ thân ông qua đời, ông được thế tập tước vị Đa La Bối lặc. Năm thứ 5 (1640), khi nghênh tiếp Tô Ban Đại (苏班岱) và A Nhĩ Ba Đại (阿爾巴岱) của Mông Cổ Đa La Đặc bộ (多罗特部) ở Hạnh Sơn (杏山) đã phá tan một đợt tấn công của quân Minh, ông được ban thưởng một con ngựa tốt ngự dụng. Sau lại tham gia bao vây Cẩm Châu. Sau đó ông theo đại quân phạt Minh, đánh hạ Tùng Sơn và được ban thưởng mãng đoạn.
Năm thứ 8 (1643), vì tội nghiện rượu và không ngừng ca hát đàn múa trong thời gian tang lễ Mẫn Huệ Cung Hòa Nguyên phi, ông bị tước bỏ tước vị Bối lặc. Không lâu sau, ông được phục hồi tước vị, nhưng bị giám sát bởi Tế Nhĩ Cáp Lãng và Đa Nhĩ Cổn. Năm Thuận Trị nguyên niên (1644), ông có công theo đại quân bình định kinh sư, được phong làm Diễn Hi Quận vương (衍禧郡王). Năm thứ 3 (1646), ông theo Túc Thân vương Hào Cách chinh chiến ở Tứ Xuyên và qua đời trong quân. Con trai ông là La Khoa Đạc được thừa tập tước vị. Giữa những năm Khang Hi, ông được truy thụy "Giới" (介), tức Diễn Hi Giới Quận vương (衍禧介郡王).

## Gia quyến
- Đích Phúc tấn: Đông Giai thị (佟佳氏), con gái của Đô thống Đông Dưỡng Tính (佟养性) – anh họ của Đông Dưỡng Chân (佟養真)
- Con trai

1. La Khoa Đạc (羅科鐸, 1640 – 1682), mẹ là Đích Phúc tấn Đông Giai thị. Năm 1646 tập tước Diễn Hi Quận vương (衍禧郡王), sau cải thành Bình Quận vương (平郡王). Sau khi qua đời được truy thụy Bình Bỉ Quận vương (平比郡王). Có sáu con trai.
2. Ba Cáp Tháp (巴哈塔, 1641 – 1651), mẹ là Đích Phúc tấn Đông Giai thị. Chết yểu.
3. Nặc Ni (諾尼, 1643 – 1705), mẹ là Đích Phúc tấn Đông Giai thị. Năm 1656 sơ phong Bối lặc, 1 năm sau bị cách tước và hàng làm thứ dân vì tội bất hiếu. Năm 1690 vạch trần chuyện An Thân vương Nhạc Lạc nghe lời xàm ngôn mà vu cáo tội bất hiếu, Nhạc Lạc bị truy hàng Quận vương, tước bỏ thụy hiệu. Năm 1700 được phục phong Bối lặc. Có hai mươi con trai.